# 馬卡斯區
馬卡斯區（西班牙語：Distrito de Marcas）是秘魯的一個區，位於該國中南部萬卡韋利卡大區的阿科班巴省，始建於1925年11月23日，面積155.87平方公里，海拔高度3,394米，2005年人口2,380，人口密度每平方公里15人。